# Adobe Type Manager

Adobe Type Manager Deluxe

Der Adobe Type Manager (ATM) ist ein Programm von Adobe Inc. zur Darstellung von PostScript-Type-1-Schriften auf Computer-Bildschirmen (ATM Light), zur korrekten Ausgabe dieser Zeichensätze auf nicht PostScript-fähigen Druckern und zur Verwaltung von Schriften auf dem Computer (ATM Deluxe).
In Reaktion auf die Entwicklung des TrueType-Formates durch Apple veröffentlichte Adobe neben den Spezifikationen ihres PostScript-Typ-1-Formates auch den Adobe Type Manager, was in der Folge die Akzeptanz des Formates stärkte.

## Ursprünglicher Zweck
Da PostScript-Schriften auf Vektoren basieren, müssen sie für die Ausgabe in Pixel umgerechnet werden. Für die Ausgabe auf Druckern tut dies ein sogenannter PostScript-Interpreter, das ist ein PostScript-fähiger Raster Image Processor. Für die Bildschirmdarstellung muss diese Umrechnung in Echtzeit erfolgen. Da dies für die Rechner der 1980er Jahre zu rechenintensiv war, wurden zwei separate Schrift-Versionen verwendet: eine vorgerasterte (Rastergrafik-)Version für die Bildschirmdarstellung und die PostScript-Version für Drucker.
Nachdem Adobe zusammen mit NeXT für das Betriebssystem NeXTStep 1987 die Software Display PostScript zur Darstellung von PostScript auf dem Monitor entwickelt hatten, brachte Adobe 1990 den Adobe Type Manager für Macintosh heraus. Später erschien auch eine Windows-Version. Der ATM ermöglicht es, eine Bildschirmdarstellung der Schrift aus den PostScript-Daten, also aus der Drucker-Version, zu errechnen. Damit wirkt eine Schrift, für die in der richtigen Größe keine vorgerasterte Repräsentation vorhanden ist, nicht mehr gezackt. Neuere Versionen des ATM beherrschen zudem das sogenannte Antialiasing, also die weitere Glättung der Schriftkanten durch die Verwendung von Graustufen.
Spätere Versionen wurden mit der von dem Hilfsprogramm Suitcase bekannten Schriftenverwaltung ausgestattet. Damit wurde es möglich, Schriftarten zu gruppieren und je nach Erfordernis zu laden.
Mit Mac OS X und Quartz wurde für den Macintosh der ATM überflüssig. Die Darstellung von PostScript-Schriften wurde in Windows 2000 und spätere Versionen integriert, so dass auch hier kein ATM mehr installiert werden muss.
In der Druckvorstufe wird er aus technischen Gründen (Arbeiten auf Servern) aber noch immer benutzt, um auftragsbezogene Schriften zuordnen zu können.

## ATM Deluxe und ATM Light
1996 führte Adobe den ATM Deluxe ein. Der ursprüngliche ATM wurde in ATM Light umbenannt.
Neben der Kantenglättung beherrschte der ATM Deluxe auch das Verwalten von Schriften. Zu den Funktionen gehören unter anderem das Gruppieren der Schriften in sogenannte „Sets“, das Aktivieren und Deaktivieren, die Suche nach Zeichensätzen sowie die Anzeige von Beispieltexten.
Entwicklung und Vertrieb des „ATM Deluxe“ wurden 2005 eingestellt. Der „ATM Light“ ist nach wie vor erhältlich und kann kostenlos bei Adobe heruntergeladen werden (siehe Weblinks). Er lässt sich auf Windows 10 jedoch nicht mehr installieren.

## Versionen, Betriebssysteme
Macintosh
- Oktober 1989 – ATM 1.0 for Macintosh
- Oktober 1993 – ATM 3.6.1 for Macintosh
- 25. August 1995 – ATM 3.8.3 for Macintosh
- Mai 1997 – ATM Deluxe 4.0 for Macintosh
- 26. April 1999 – ATM Deluxe 4.5 for Macintosh
- 24. Oktober 1999 – ATM Deluxe 4.5.2 for Macintosh
- 7. Juli 2000 – ATM Light 4.5 for Macintosh
- 19. Oktober 2000 – ATM Deluxe 4.6.1 for Macintosh
- 25. Juni 2001 – ATM Light 4.6.2 for Macintosh
- 17. Juli 2002 – ATM Deluxe 4.6.1a for Macintosh
- 17. Juli 2002 – ATM Light 4.6.2a for Macintosh
- 31. Dezember 2005 – Verkaufstopp von ATM Deluxe für Macintosh[1]

Windows
- Juni 1990 – ATM 1.0 for Windows
- November 1991 – ATM 2.0 for Windows
- Januar 1993 – ATM 2.5 for Windows
- 10. Juni 1993 – ATM 2.6 for Windows
- September 1994 – ATM 3.0 for Windows
- 25. August 1995 – ATM 3.02 for Windows (letzte Version kompatibel mit Windows 3.1)
- 1996 – ATM 4.0 for Windows
- 7. Juli 2000 – ATM Light 4.1 for Windows
- 18. Juli 2000 – ATM Deluxe 4.1 for Windows
- 31. Dezember 2005 – Verkaufstopp von ATM Deluxe für Windows[1]

## Belege
1. 1 2  ATM Deluxe product information page, abgerufen am 1. September 2011